# Ostrinia quadripunctalis
Ostrinia quadripunctalis — вид лускокрилих комах родини вогнівок-трав'янок (Crambidae).

## Поширення
Вид поширений в Центральній і Східній Європі до Уральських гір. Присутній у фауні України.